# Historia de Kirguistán

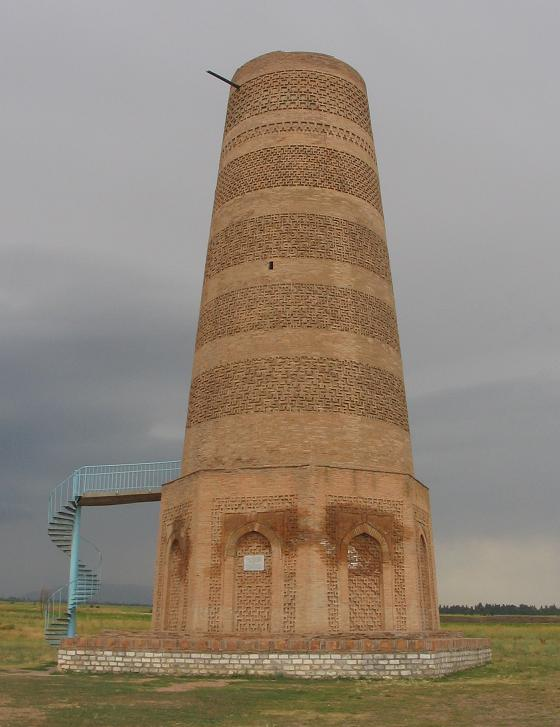
Torre Burana, en Kirguisia.

La historia del pueblo kirguís y la tierra que ahora se llama Kirguistán se remonta a más de 3000 años. Aunque geográficamente aislado por su ubicación montañosa, tuvo un papel importante como parte de la histórica ruta comercial de la Ruta de la Seda. Los nómadas túrquicos, que remontan su ascendencia a muchos estados túrquicos, como el primer y segundo kaganatos túrquicos, han habitado el país a lo largo de su historia.

## Primeros años
Los primeros descendientes del pueblo kirguís, quienes se cree son de ascendencia mongol, turca y kipchak, se establecieron probablemente hasta el siglo X alrededor de lo que ahora es la región Tuvá de la Federación Rusa. Con el surgimiento del Imperio mongol en el siglo XIII, los kirguises migraron hacia el sur. No emergieron como un grupo étnico distinto hasta el siglo XV. Varios pueblos turcos los gobernaron hasta 1685, cuando se sometieron al control de los oirates mongoles. El Islam es la religión predominante en esta región, y la mayoría de los kirguises son musulmanes sunitas de la escuela Hanafi.

## Bajo el imperio ruso
En los primeros años del siglo XIX, el territorio sur de Kirguisia se sometió al control del kanato de Kokand y el territorio fue incorporado formalmente por el Imperio ruso en 1876. La toma rusa instigó numerosas revueltas contra la autoridad zarista y muchos de los kirguís optaron por mudarse a las montañas Pamir y Afganistán. Además, la supresión de la rebelión de 1916 en Asia Central provocó que muchos kirguises migraran hacia China.

## Época soviética
El poder soviético se estableció en la región en 1919, y el Óblast Autónomo de Kara-Kirghiz fue creado dentro de la SFSR rusa (el término Kara-Kirghiz -"kirguís negro", significando la palabra turca "kara":"negro"- fue usado hasta la mitad de los años veinte por los rusos para distinguirlos de los kazajos, a quienes se referían como kirguís). El 5 de diciembre de 1936, la República Socialista Soviética Kirguís (RSS) fue establecida como total República de la Unión de la URSS.

## Presidencia de Atambayev: 2011 - 2017
Almazbek Atambayev se postuló en 2011 para suceder a Roza Otunbayeva como presidente de Kirguistán. El día de las elecciones, el 30 de octubre de 2011, ganó de forma aplastante, derrotando a Adakhan Madumarov del partido Butun Kirguistan y Kamchybek Tashiev del partido Ata-Zhurt con el 63% de los votos y con aproximadamente un 60% de participación del total del padrón electoral.
En 2011, poco después de convertirse en presidente, Atambayev viajó a Turquía y firmó un acuerdo con el presidente turco acordando aumentar el comercio de $ 300 millones en 2011 a $ 1 mil millones para 2015. Por su parte, Turquía también acordó atraer inversiones turcas a Kirguistán por un monto de $ 450 millones durante los próximos años.
Atambayev se mostró a nivel internacional como un político prorruso. Apoyando positivamente la adhesión de Kirguistán a la Unión Aduanera Euroasiática dirigida por Rusia y asegurando la retirada de la base militar estadounidense del país en 2014.

## Presidencia de Japarov: 2021-presente
Sadyr Japarov renunció a su cargo de primer ministro para postularse a la presidencia en enero de 2021. Derrotó con éxito a Adakhan Madumarov en una victoria aplastante y asumió el cargo el 28 de enero de 2021. El 11 de abril de 2021 se celebró un referéndum constitucional en Kirguistán. El proyecto de nueva constitución adoptado por el referéndum reemplaza el sistema parlamentario por uno presidencial, con presidentes limitados a dos mandatos de cinco años en lugar de un único mandato de seis años.